# Капеле оп ден Бос
Капеле оп ден Бос (на нидерландски: Kapelle-op-den-Bos) е селище в Централна Белгия, окръг Хале-Вилворде на провинция Фламандски Брабант. Населението му е около 8900 души (2006).